# Sébastien Gegauff
Pour les articles homonymes, voir Gégauff.
Sébastien Gegauff est un homme politique français né le 9 février 1862 à Wittenheim (Haut-Rhin) et décédé le 17 février 1935 à Wittenheim.
Agriculteur, il est très actif dans les caisses de crédit mutuel rural. Il est maire de Wittenheim en 1891, et député, protestataire, au Landtag d'Alsace-Lorraine en 1911. Il est sénateur du Haut-Rhin de 1920 à 1935, siégeant d'abord à l'Union populaire républicaine, puis à l'Action populaire nationale d'Alsace, dont il est président.

## Sources
- « Sébastien Gegauff », dans le Dictionnaire des parlementaires français (1889-1940), sous la direction de Jean Jolly, PUF, 1960 [détail de l’édition]